# Lhok Mesjid
Lhok Mesjid is een bestuurslaag in het regentschap Nagan Raya van de provincie Atjeh, Indonesië. Lhok Mesjid telt 686 inwoners (volkstelling 2010).